# Cocodrilos Sports Park
O Cocodrilos Sports Park é um estádio de futebol, que se localiza na cidade de Caracas, na Venezuela, foi inaugurado em 20 de julho de 2005 por Guillermo Valentiner dono do Caracas Fútbol Club.
O Cocodrilos Sports Park é o único estádio construído que pertence a um time privado na Venezuela, a partir do estádio Giuseppe Antonelli (1992), propriedade da Academia de Fútbol San José, equipe de futebol menor, sediado na cidade de Maracaibo, no estado de Aragua, lugar onde o Caracas jogou uma temporada completa, onde foi campeão, devido, a recuperação do gramado do estádio Brígido Iriarte. 
Toda a grama do Cocodrilos Sports Park é artificial e tem capacidade para 3.500 pessoas,  espera-se um ampliação de sua capacidade para 6.000.